# Jared Turner
Jared Philip Turner (Nueva Plymouth, Nueva Zelanda, 12 de abril de 1978) es un actor neozelandés. Es conocido sobre todo por haber aparecido en los comerciales de Energy Spot y por haber interpretado a Ty Johnson en la serie The Almighty Johnsons.

## Biografía
Su bisabuela fue la actriz Henrietta Godinet.
A los 22 años se graduó de la Universidad de Western Sydney, en el 2000.
Es buen amigo de los actores neozelandeses Dean O'Gorman, Fern Sutherland, Ben Barrington e Ido Drent.
En el 2014 Jared se casó con la diseñadora de vestuario Lissy Mayer, la pareja tiene tres hijos: Miah-Jean Lila Raven Turner nacida en diciembre del 2006, Bowen "Bowie" Franco Mayer Hawk Turner nacido el junio del 2013 e Indiana Brave Henrietta Tui Turner nacida en enero del 2016.

## Carrera
Ha aparecido en varios comerciales para "Energy Spot".
En el 2000 interpretó a tres personajes distintos Earl de Salisbury, William Bagot y a Sir Pierce de Exton en la obra de teatro Richard II.
En el 2007 apareció en la película de terror 30 Days of Night donde interpretó a Aaron, un joven que vive y trabaja en el pueblo de Alaska donde los vampiros atacan.
En el 2008 prestó su voz para el personaje de Whiger, un general que poseía el espíritu del tigre blanco en la serie juvenil Power Rangers Jungle Fury.
En el 2009 apareció en la película Underworld: Rise of the Lycans donde interpretó al hombre lobo Xristo, un esclavo de los vampiros.
Ese mismo año se unió al elenco de la primera temporada de la serie Go Girls donde interpretó al profesor Ben Maddox hasta el 2010.
En febrero del 2011 se unió al elenco principal de la serie The Almighty Johnsons donde interpretó a Tyrone "Ty" Johnson, quien es la reencarnación del dios nórdico Höðr, el dios de las cosas frías y obscuras. hasta el final de la serie en septiembre del 2013.
En el 2013 apareció en la serie Spartacus: War of the Damned donde interpretó a Furius, un soldado romano que es asesinado por Spartacus durante la rebelión de los esclavos.
En el 2021 y 2022 interpretó a Void Knight y Tarrikk en Power Rangers Dino Fury donde primero fue el villano y luego fue aliado de los Rangers hasta que terminó siendo el padre de Amelia la Dino Fury Pink Ranger.

## Filmografía

### Series de televisión
| Año         | Título                       | Personaje                  | Notas                        |
| ----------- | ---------------------------- | -------------------------- | ---------------------------- |
| 2023        | Power Rangers Cosmic Fury    | Tarrick                    |                              |
| 2021 - 2022 | Power Rangers Dino Fury      | Void Knight/Tarrick        |                              |
| 2019        | Ablaze                       | Roger Ballantyne           |                              |
| 2018        | Power Rangers Ninja Steel    | Joe                        |                              |
| 2016 - 2017 | The Secret Daughter          | Christopher "Chris" Norton | 12 episodios                 |
| 2016        | Roman Empire                 | Marco Aurelio Cleandro     | 5 episodios                  |
| 2016        | Hillary                      | Earl Riddiford             | 3 episodios                  |
| 2016        | Filthy Rich                  | Sam                        | 12 episodios                 |
| 2016        | The Shannara Chronicles      | Slanter                    | 6 episodios                  |
| 2015        | Ash vs Evil Dead             | Eligos                     | 3 episodios                  |
| 2015        | When We Go to War            | Sargento Graves            | 3 episodios - miniserie      |
| 2014        | The Brokenwood Mysteries     | Rory Parkes                | episodio "Hunting the Stag"  |
| 2011 - 2013 | The Almighty Johnsons        | Ty Johnson                 | 36 episodios                 |
| 2013        | Spartacus: War of the Damned | Furius                     | episodio "Enemies of Rome"   |
| 2009 - 2010 | Go Girls                     | Ben Maddox                 | 12 episodios                 |
| 2008        | Power Rangers Jungle Fury    | Whiger                     | 6 episodios                  |
| 2007        | Outrageous Fortune           | Trent                      | episodio "To Sleep, No More" |
| 2002        | All Saints                   | Brett Davis                | episodio "All Choked Up"     |

### Películas
| Año  | Título                            | Personaje           | Notas                                                                                                 |
| ---- | --------------------------------- | ------------------- | --- |
| 2016 | 6 Days                            | Tommy Palmer        | junto a Abbie Cornish, Jamie Bell, Mark Strong, Emun Elliott y Ryan O'Kane                            |
| 2015 | Venus and Mars                    | Marty Bruce         | junto a Sara Wiseman, Craig Hall y Ande Cunningham                                                    |
| 2014 | The Last Saint                    | Gaz                 | junto a Colin Moy, Calvin Tuteao, Joseph Naufahu, Xavier Horan y Beulah Koale                         |
| 2009 | Lines Crossed                     | Hombre              | corto - junto a Aidee Walker                                                                          |
| 2009 | The Warning                       | Amigo de Tommy      | corto - junto a Chris Bright, Leighton Cardno, Karlos Drinkwater y Paul Glover                        |
| 2009 | Underworld: Rise of the Lycans    | Xristo              | junto a Michael Sheen, Bill Nighy, Rhona Mitra, Steven Mackintosh, Craig Parker y Tania Nolan         |
| 2008 | Love in the Time of Chlamydia     | Kerry Post          | corto - junto a Karlos Drinkwater, Jo Holley, Tarun Mohanbhai y Will Wallace                          |
| 2007 | 30 Days of Night                  | Aaron               | junto a Josh Hartnett, Melissa George, Danny Huston, Ben Foster, Manu Bennett y Mark Boone Junior     |
| 2007 | Coffee and Allah                  | Gerente del Café    | corto                                                                                                 |
| 2007 | Reckless Behavior: Caught on Tape | Bombero             | junto a Odette Annable, Antonio Sabato Jr., John Barker, Hannah Banks, Hannah Marshall y Andrea Bruce |
| 2006 | Discount Taxi Driver              | Charles             | corto - junto a Rajeev Varma, Shavaughn Ruakere, Karlos Drinkwater y Megan Hole                       |
| 2004 | In Too Deep                       | Asistente de Ventas | corto - junto a John Batchelor y Leigh-Davis                                                          |
| 2004 | Fracture                          | Brent Rosser        | junto a John Noble, Kate Elliott, Jennifer Ward-Lealand, Michael Hurst y Alistair Browning            |
| 2003 | Basilisk Stare                    | Spike               | junto a David Wenham                                                                                  |

### Escritor
| Año  | Título               | Notas              |
| ---- | -------------------- | ------------------ |
| 2013 | Caretaker            | corto - (historia) |
| 2012 | Glow                 | corto - (historia) |
| 2006 | Discount Taxi Driver | corto              |

### Teatro
| Año  | Título                             | Personaje                         | Director (a)   | Teatro               | Notas                                             |
| ---- | ---------------------------------- | --------------------------------- | -------------- | -------------------- | ------------------------------------------------- |
| 2009 | The Arrival                        | -                                 | Julie Nolan    | Auckland C. Theatre  | junto a Ella Becroft, Alison Bruce y Chris Graham |
| 2007 | Motel Nights                       | -                                 | Tony Forster   | -                    | junto a Tom Kane, Marion Shortt y Tracey McGuire  |
| 2004 | Stepping into Shadows              | Matt                              | -              | Darlinghurst Theatre | -                                                 |
| 2003 | Pirandello's The Rules of the Game | Dr. Spiga                         | -              | Darlinghurst Theatre | -                                                 |
| 2003 | The Castle                         | Brian                             | -              | New Theatre          | -                                                 |
| 2002 | Six Pack                           | Mark                              | -              | -                    | -                                                 |
| 2002 | Solitude in Blue                   | Colin                             | Melita Rowston | Griffin Theatre      | junto a Martelle Hammer                           |
| 2001 | Search and Destroy                 | Robert / Pamfilo                  | -              | New Theatre          | -                                                 |
| 2001 | Blue Heart                         | Lewis                             | -              | Griffin Theatre      | -                                                 |
| 2001 | Get the Message                    | Jared                             | -              | Co. Theatre          | -                                                 |
| 2001 | Jake & Pete                        | Jake                              | -              | Manitoba Theatre     | -                                                 |
| 2000 | The Playboy of the Western World   | Christy Mahon                     | -              | Footbridge Theatre   | -                                                 |
| 2000 | Richard II                         | Earl de Salisbury / William Bagot | -              | Footbridge Theatre   | -                                                 |
| 1999 | Alice's Adventures Underground     | Lewis Carroll                     | -              | Nepean Theatre       | -                                                 |
| 1999 | No Worries                         | -                                 | -              | Nepean Theatre       | -                                                 |